# Деловой день
«Деловой день» (англ. A Busy Day, альтернативные названия — Busy as Can Be / Lady Charlie / Militant Suffragette) — короткометражный немой фильм Чарли Чаплина. Премьера состоялась 7 мая 1914 года.

## Сюжет
Ревнивая женщина пришла вместе с мужем посмотреть на парад. Вскоре муж исчезает, решив приударить за другой женщиной. Жена начинает искать его, постоянно вступая в стычки с окружающими. Когда она находит-таки своего мужа, начинается драка, и её сталкивают с пирса в воду.

## В ролях
- Чарли Чаплин — жена
- Мак Суэйн — муж
- Филлис Аллен — другая женщина
- Мак Сеннет — режиссёр киносъёмки
- Тед Эдвардс — полицейский
- Билли Гилберт — полицейский